# Családi vakáció
A Családi vakáció (eredeti cím: National Lampoon's Vacation) 1983-ban bemutatott amerikai filmvígjáték Harold Ramis rendezésében. A főszerepet Chevy Chase, Beverly D’Angelo, Imogene Coca, Randy Quaid, John Candy és Christie Brinkley (debütáló szereplés) alakítja. A forgatókönyvet John Hughes írta a National Lampoonban megjelent Vacation '58 című regénye alapján.
A film kasszasiker volt, több mint 60 millió dollárt termelt az Egyesült Államokban 15 millió dolláros becsült költségvetésből, és pozitív kritikákat kapott a kritikusoktól.
A siker eredményeként négy folytatás is készült: Európai vakáció (1985), Karácsonyi vakáció (1989), Vegasi vakáció (1997) és Vakáció (2015). 2000-ben a Total Film olvasói minden idők 46. legjobb vígjátékának választották.

## Cselekmény
Clark és Ellen Griswold úgy döntenek, hogy gyerekeiket, Audreyt  és Rustyt egy országot átszelő vakációra viszik a Los Angeles-i Walley World vidámparkba.
Útközben az útjuk sokkal fárasztóbbnak bizonyul, mint amire valaha is számítottak, amikor Clark figyelmét többször is elvonja egy gyönyörű szőke nő egy piros Ferrariban, és ezért a sivatagban rekednek.

## Szereplők
| Szerep                   | Színész              | Magyar hang      |
| ------------------------ | -------------------- | ---------------- |
| Clark Griswold           | Chevy Chase          | Józsa Imre       |
| Ellen Griswold           | Beverly D’Angelo     | Orosz Helga      |
| Edna néni                | Imogene Coca         | Pásztor Erzsi    |
| Eddie kuzin              | Randy Quaid          | Balázs Péter     |
| Russell `Rusty` Griswold | Anthony Michael Hall | Tóth Attila      |
| Audrey Griswold          | Dana Barron          | Dögei Éva        |
| Roy Walley               | Eddie Bracken        | Makay Sándor     |
| Kamp Komfort portás      | Brian Doyle-Murray   | Kránitz Lajos    |
| Catherine kuzin          | Miriam Flynn         | Prókai Annamária |
| Motoros rendőr           | James Keach          | Sörös Sándor     |

## Forgatás
A forgatás 1982 júliusában kezdődött és 55 napig tartott. A film egyes részeit a Utah állambeli Monument Valleyben, az arizonai Flagstaffban, Sedonában és a Grand Canyonban, a Santa Anita versenypályán Arcadiában, a kaliforniai Magic Mountainben, Dél-Coloradóban és a Missouri állambeli St. Louisban forgatták.

## Bevétel
1983. július 29-én mutatták be 1175 helyszínen, és a nyitóhétvégén 8 333 358 dollárt keresett, ezzel az első helyen végzett a hazai jegypénztáraknál. Világszerte összesen 61 399 552 dolláros bevételt hozott.

## Fordítás
- Ez a szócikk részben vagy egészben  a   National Lampoon's Vacation című angol Wikipédia-szócikk fordításán alapul.  Az eredeti cikk szerkesztőit annak laptörténete sorolja fel. Ez a jelzés csupán a megfogalmazás eredetét és a szerzői jogokat jelzi, nem szolgál a cikkben szereplő információk forrásmegjelöléseként.